# Det rådgivende udvalg for arbejdstagere til OECD
Det rådgivende udvalg for arbejdstagere til OECD (TUAC), (Trade Union Advisory Committee to the OECD), er et kontaktorgan mellem internationale fagforeninger og OECD og organisationens forskellige udvalg.
TUAC's oprindelse går tilbage til 1948, da udvalget blev grundlagt som et rådgivende udvalg for fagbevægelsen med henblik på det europæiske genopretningsprogram – Marshallplanen. Da OECD blev oprettet i sin nuværende form i 1962 som et mellemstatsligt politisk organ, fortsatte TUAC sit arbejde som formidler af den organiserede arbejdskrafts synspunkter til den nye organisation. OECD ændres nu igen, optager nye medlemmer og er ved at blive et førende forum for mellemstatslige politik med henblik på at styre globaliseringen.
TUAC rolle er at bidrage til at sikre, at globale markedskræfter imødegås med krav om en effektiv social dimension. TUAC koordinerer og repræsenterer synspunkter på vegne af fagbevægelsen i de industrialiserede lande. Det sker ved regelmæssige konsultationer med forskellige OECD-udvalg, sekretariatet, og medlemslandenes regeringer. TUAC er også ansvarlig for at koordinere fagforeningernes input til det årlige G8-økonomiske topmøde og til beskæftigelsekonferencer.
TUAC er knyttet til mere end 58 nationale fagforeninger i de 30 OECD-industrialiserede lande, der tilsammen repræsenterer omkring 66 millioner arbejdere. Det er dem, der finansierer TUAC's aktiviteter, beslutter prioriteter og politik, og vælger TUAC's stab. Det store flertal af TUAC søsterforeninger er også tilknyttet The International Trade Union Confederation (ITUC).